# Нейронная сеть Ворда
Нейронная сеть Ворда — искусственная нейронная сеть, топология которой характеризуется тем, что внутренние (скрытые) слои нейронов разбиты на блоки.

## Топология нейронной сети
Легенда:
1. Нейроны входного слоя
2. Нейроны блока скрытого слоя
3. Нейроны выходного слоя

Нейронные сети Ворда различаются количеством блоков скрытого слоя и наличием или отсутствием обходных соединений.

## Общая характеристика
Разбиение скрытых слоев на блоки позволяет использовать различные передаточные функции для различных блоков скрытого слоя. Таким образом, одни и те же сигналы, полученные от входного слоя, взвешиваются и обрабатываются параллельно с использованием нескольких способов, а полученный результат затем обрабатывается нейронами выходного слоя. Применение различных методов обработки для одного и того же набора данных позволяет сказать, что нейронная сеть анализирует данные с различных аспектов. Практика показывает, что сеть выдаёт очень хорошие результаты при решении задач прогнозирования и распознавания образов. Для нейронов входного слоя, как правило, устанавливается линейная функция активации. Функция активации для нейронов из блоков скрытого и выходного слоя определяется экспериментально.

## Алгоритм обучения
Для обучения Нейронной сети Ворда можно применять метод обратного распространения ошибки.